# Xylophanes schwartzi
Xylophanes schwartzi là một loài bướm đêm thuộc họ Sphingidae. Nó được tìm thấy ở Ecuador.
Sải cánh dài 80–85 mm đối với con đực và 89–95 mm đối với con cái. Nó giống với Xylophanes rhodochlora.
The larvae are snake-like. The head và three thoracic segments may be retracted into abdominal segment one, which is swollen và adorned with a pair of light-ringed eye-spots.